# Riley Mason
Riley Manson (Orlando, 15 luglio 1985) è un'ex attrice pornografica statunitense.

## Biografia
Ha avuto due nomination agli AVN Awards nel 2007, una per il film "Hard Candy 1" che ebbe anche altre due nomination e l'altra per la Best New Starlet. In 5 anni di attività è apparsa in oltre 50 film.

## Filmografia
- 100% Natural Wonders 4 (2005)
- All Teens 1 (2005)
- Bad Ass Brunette Teens (2005)
- Big Mouthfuls 8 (2005)
- Bustful of Dollars (2005)
- Down the Hatch 17 (2005)
- Finally Legal 17 (2005)
- Hustler's Beaver Hunt 2 (2005)
- More Dirty Debutantes 335 (2005)
- More Dirty Debutantes 338 (2005)
- Ambushed 1 (2006)
- Backseat Bangers 8 (2006)
- Blacklight Beauty (2006)
- Cherries 50 (2006)
- Cock Starved 3 (2006)
- Craving Big Cocks 11 (2006)
- Cum in My Mouth I'll Spit It Back in Yours 4 (2006)
- Cum on My Tattoo 2 (2006)
- Cum Swapping Fuck Dolls 1 (2006)
- Erotica XXX 11 (2006)
- First Time Swallows 4 (2006)
- Gauntlet 2 (2006)
- Girls Lie (2006)
- Girls Night Out 3 (2006)
- Hand to Mouth 3 (2006)
- Happy 18th Birthday To Me 3 (2006)
- Hard Candy 1 (2006)
- It's All About Ava (2006)
- Jack's Teen America 16 (2006)
- Lewd Conduct 25 (2006)
- Lords Of Doggie Style Town (2006)
- Mouth 2 Mouth 8 (2006)
- Mr. Camel Toe 5 (2006)
- Naughty Bookworms 2 (2006)
- Neu Wave Hookers (2006)
- Ol Dirty Bastards 1 (2006)
- Oral Consumption 8 (2006)
- Over Stuffed 1 (2006)
- POV Casting Couch 10 (2006)
- POV Fantasy 4 (2006)
- Spring Chickens 17 (2006)
- Super Naturals 3 (2006)
- Suthern Cumfort (2006)
- Swallow Every Drop 4 (2006)
- Teen Cum Targets (2006)
- Teen Dreams 12 (2006)
- Teenage Spermaholics 5 (2006)
- Tug Jobs 9 (2006)
- Watch Me Eat My Creampie 4 (2006)
- We Swallow 13 (2006)
- West Coast Gangbang Team 20 (2006)
- Whores In Heat (2006)
- Your Ass is Mine 3 (2006)
- 110% Natural 12 (2007)
- Babysitter 26 (2007)
- Barefoot Confidential 46 (2007)
- Barely Legal 68 (2007)
- Big Cock Seductions 26 (2007)
- Butt Licking Anal Whores 6 (2007)
- Erik Everhard Fucks Them All (2007)
- First Offense 19 (2007)
- I Love Riley (2007)
- Jack's Playground 33 (2007)
- Jack's Teen America 17 (2007)
- Liquid Gold 14 (2007)
- Manuel Ferrara Fucks Them All (2007)
- Nowhere Angels (2007)
- Razordolls (2007)
- Share My Cock 6 (2007)
- Sister Midnite (2007)
- Suburban Sex Party 1 (2007)
- Take It Black 5 (2007)
- Totally Fucked 1 (2007)
- Tug Jobs 12 (2007)
- Very Naughty (2007)
- ATK Petite Amateurs 1 (2008)
- Before They Were Stars 3 (2008)
- Brea's Private Lies 2 (2008)
- Cry Wolf (2008)
- Cute Young Brats (2008)
- Fetish Fucks 2 (2008)
- Naked Scavenger Hunt 2 (2008)
- ATK Before They Were Stars (2009)
- Double Tapped (2009)
- My Favorite Babysitters 18 (2009)
- My Favorite babysitters 20 (2009)
- New Romantix (2009)
- Obama Is Nailin Palin (2009)
- Sexual Tension 3 (2009)
- Jizz on My Glasses 1 (2010)
- Kick Ass Chicks 72: Old Geezers and Young Teasers (2010)
- Thrilla in Vanilla 2 (2010)
- Gangbang Junkies 3 (2011)
- Blow Bang Theory (2012)
- My Black Neighbor (2012)
- James Deen's Sex Tapes: Off Set Sex (2013)